# 本を持つ聖母子

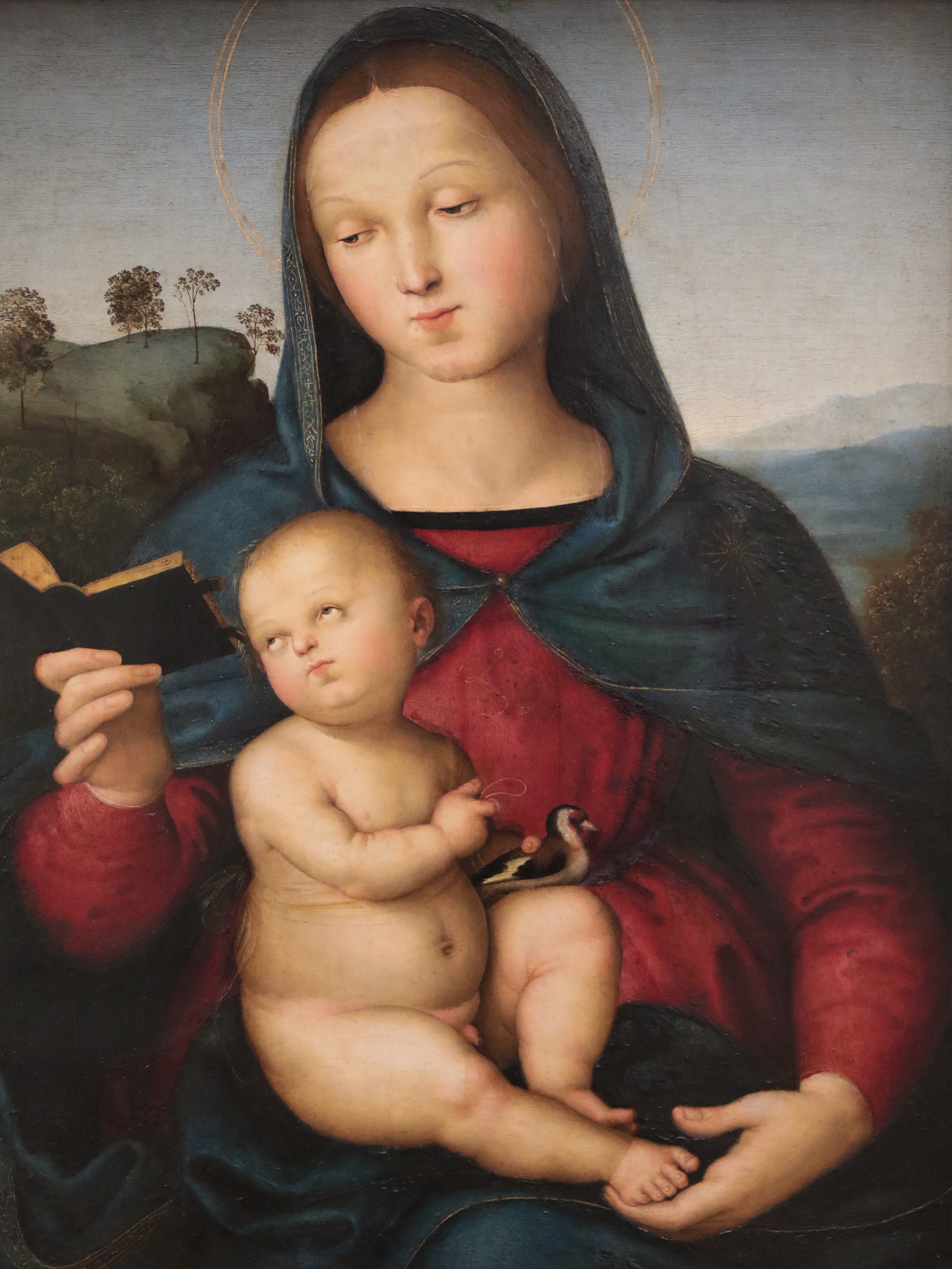
1504年頃の『ソリーの聖母』。絵画館所蔵。

『本を持つ聖母子』（ほんをもつせいぼし、伊: Madonna e bambino con il libro, 英: Madonna and Child with Book）は、盛期ルネサンスのイタリアの巨匠ラファエロ・サンツィオが1502年から1503年頃に制作した絵画である。『パサデナの聖母』（Madonna Pasadena）とも呼ばれる。ラファエロが19歳の頃に描いた本作品は、構図の諸要素を調和のとれた意味のあるものとして扱う画家の才能をすでに明確に示している。現在はカリフォルニア州パサデナのノートン・サイモン美術館に所蔵されている。

## 作品
聖母マリアは幼児キリストを抱きかかえながら手に持った祈祷書を開いている。幼児キリストもまた祈祷書とそれを握る聖母の手に手を添えているが、その視線は聖母を見上げており、そして聖母はそんなキリストを静かに見つめている。聖母のローブは三角形に配置され、絵画に安定感をもたらしている。その深い青色のシルエットはキリストと祈祷書を包み込み、キリストの手が祈祷書に触れることでさらに強調している。聖母が開いている祈祷書に記された文字は修道士が毎日暗唱しする「九時課」をほのめかしている。九時課はキリストの磔刑と死を主題としており、したがってキリストは人間の贖い主として自身の犠牲に思いを巡らせていると考えられる。その仕草はまるで幼児のキリストが自身の運命を受け入れて、母親を慰めているかのようであり、母と子はたがいの身振りと視線によって固く結びついている。さらに背景では雲のない澄んだ空が暗くなり始め、丘には影が現れており、キリストの運命を強調している。ラファエロは単に美しい聖母子のイメージ以上の意味を持つ、人々を宗教的な瞑想へと導く作品を創出しており、その深く精神的な品質はラファエロの聖母画になぜ高い需要があったのかを物語っている。
構図はおそらく本作品よりも早く制作された『ソリーの聖母』（Solly Madonna）の別バージョンである。オックスフォードのアシュモリアン美術館、リール宮殿美術館、大英博物館所蔵の金属尖筆による準備素描は、ヴァチカン美術館の『聖母戴冠』の習作と同時期に描かれたことを示している。

## 来歴
来歴の大部分は不明である。絵画が初めて記録されたのは1883年、ロンドンのクリスティーズでフランチェスコ・フランチャの作品として競売にかけられたときである。ジョン・バーレン＝サイムズ・バーレン大佐（Colonel John Bullen-Symes Bullen）が購入した絵画は相続によってケント州に留まっていたが、1952年までにはウイルデンスタイン・アンド・カンパニー（Wildenstein＆Co.）の手に渡り、1972年にノートン・サイモン財団（Simon Norton Foundation）に売却された。価格の300万ドルは当時芸術作品に支払われた金額で3番目の高さだった。購入後、絵画はプリンストン大学美術館、メトロポリタン美術館、ロサンゼルス・カウンティ美術館、サンフランシスコ美術館など、いくつかの美術館に貸与された。1975年、絵画は新たに開館したノートン・サイモン美術館（旧称パサデナ美術館）に所蔵された。

## ギャラリー

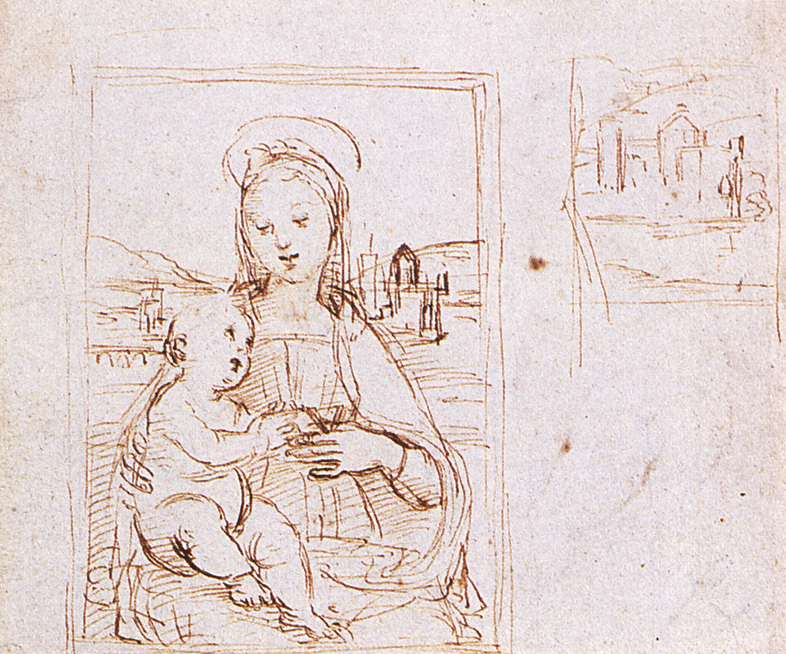
準備素描 アシュモリアン美術館所蔵
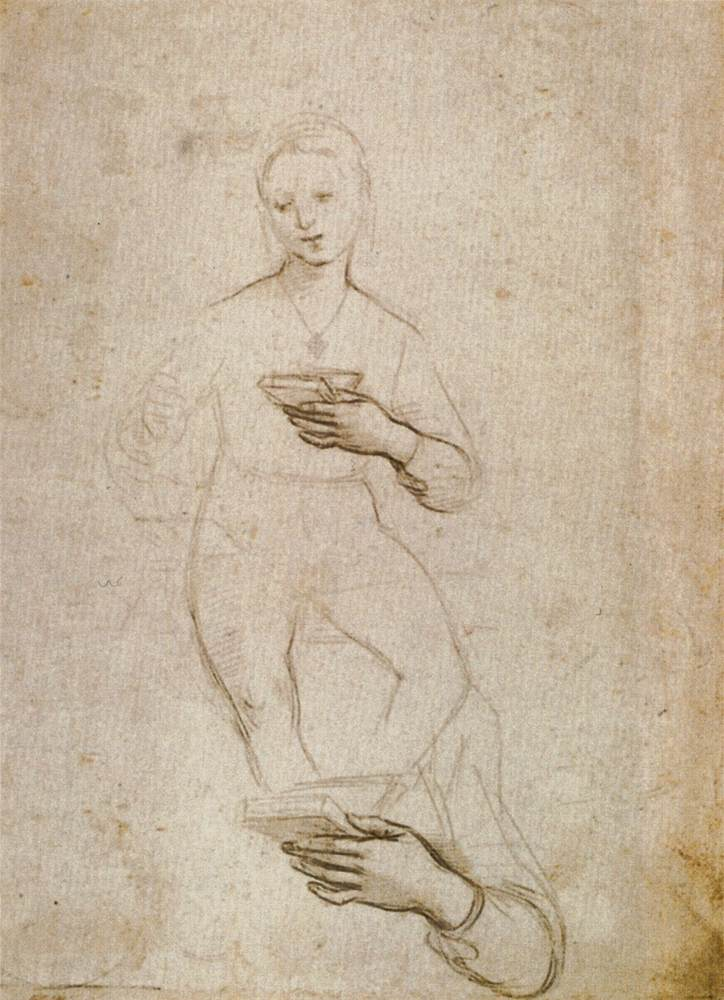
準備素描 リール宮殿美術館所蔵